# FLAVIO
FLAVIO（フラヴィオ、1991年3月11日 - ）は、日本の男性ファッションモデル。宮城県出身。仙台SOSモデルエージェンシー所属。。

## 人物・来歴
- 東北高等学校在学中はソフトテニス部で活躍。東北文化学園大学卒業。

## 主な出演

### 雑誌
- Cawaii

### 広告
CF
- 山本学園高等学校

スチール
- 東北高等学校
- イオンモール盛岡
- アメリカ屋
- エスパル（S-PAL）
- イオンモール名取エアリ

### ショー
- 東方神起 4th live tour 2009　（宮城県総合運動公園総合体育館（セキスイハイムスーパーアリーナ））
- 仙台コレクション
- 三井アウトレットパーク仙台港 Natural Bridal Collection